# Andre de Meulemeester
Andre de Meulemeester (teljes nevén: Andre Emile Alfons de Meulemeester, Brugge, 1894. december 28. – Brugge, 1973. március 7.) első világháborús belga ászpilóta és katona. Az első világháborús katonai szolgálata alatt hadnagyi rendfokozatot, valamint 11 igazolt légi győzelmet ért el, huszonhattal kevesebbet, mint a legsikeresebb belga pilóta, Willy Coppens.

## Élete
1894-ben született a Belgium északi részén fekvő Brugge-ben, amely akkor még a Bruges nevet viselte.
1915. január 26-án lépett be hadseregbe, a belga légierőhöz. 1917. április 30-án megszerezte első légi győzelmét. Állítások szerint ő lőtte le Xavier Dannhuber német ászpilóta repülőgépét, de ezt egy másik belga pilóta megcáfolta. Meulemeester szolgálata alatt mindig olyan helyzetekbe került, hogy nem tudta igazolni győzelmeit. Így 11 igazolt győzelme mellett 15 igazolatlan légi győzelmet szerzett. Két repülőszázadban szolgált, a 1ère-ben, 9me-ben. Utolsó győzelmét 1918. október 5-én szerezte meg egy német légi ballonnal szemben.
A háború után leszerelt, és a családi vállalkozását folytatta, amely a sörfőzés volt.
1973. március 7-én hunyt el, 79 éves korában.

## Légi győzelmei
| Sorszám     | Dátum                | Egység | Ellenfele      | Repülőgépe   |
| ----------- | -------------------- | ------ | -------------- | ------------ |
| Igazolatlan | 1917. február 1.     | 1ère   | Rumpler C      | Nieuport     |
| 1           | 1917. április 30.    | 1ère   | -              | Nieuport     |
| Igazolatlan | 1917. május 2.       | 1ère   | -              | Nieuport     |
| 2           | 1917. június 12.     | 1ère   | -              | Nieuport     |
| Igazolatlan | 1917. június 15.     | 1ère   | -              | Nieuport     |
| 3           | 1917. július 10.     | 1ère   | -              | Nieuport     |
| 4           | 1917. július 20.     | 1ère   | -              | Nieuport     |
| Igazolatlan | 1917. július 23.     | 1ère   | -              | Nieuport     |
| Igazolatlan | 1917. augusztus 5.   | 1ère   | -              | Nieuport     |
| 5           | 1917. augusztus 21.  | 1ère   | Albatros       | Nieuport     |
| Igazolatlan | 1917. szeptember 30. | 1ère   | -              | Nieuport     |
| Igazolatlan | 1917. október 1.     | 1ère   | -              | Nieuport     |
| Igazolatlan | 1917. október 18.    | 1ère   | Albatros       | Nieuport     |
| Igazolatlan | 1917. október 28.    | 1ère   | -              | Nieuport     |
| 6           | 1917. november 4.    | 1ère   | Albatros D.III | Nieuport     |
| Igazolatlan | 1917. november 17.   | 1ère   | Albatros       | Hanriot HD.1 |
| Igazolatlan | 1918. február 16.    | 1ère   | -              | Hanriot HD.1 |
| Igazolatlan | 1918. február 21.    | 1ère   | -              | Hanriot HD.1 |
| 7           | 1918. február 21.    | 1ère   | Albatros D.V   | Hanriot HD.1 |
| 8           | 1918. március 17.    | 9me    | -              | Hanriot HD.1 |
| Igazolatlan | 1918. március 26.    | 9me    | Pfalz D.III    | Hanriot HD.1 |
| Igazolatlan | 1918. április 11.    | 9me    | -              | Hanriot HD.1 |
| 9           | 1918. május 3.       | 9me    | -              | Hanriot HD.1 |
| Igazolatlan | 1918. május 9.       | 9me    | -              | Hanriot HD.1 |
| 10          | 1918. május 17.      | 9me    | Halberstadt    | Hanriot HD.1 |
| Igazolatlan | 1918. augusztus 25.  | 9me    | Légi ballon    | Hanriot HD.1 |
| Igazolatlan | 1918. október 2.     | 9me    | Cella szövege  | Hanriot HD.1 |
| 11          | 1918. október 5.     | 9me    | Cella szövege  | Hanriot HD.1 |